# جولاهای خون‌گرم
جولاهای خون‌گرم (نام علمی: Pseudonigrita) نام یک سرده از تیره گنجشک است.

## گونه ها
- جولای خونگرم کلاه‌خاکستری (Pseudonigrita arnaudi)
- جولای خونگرم کلاه‌سیاه (Pseudonigrita cabanisi)